# 달성 나들목
달성 나들목(Dalseong IC)은 대구광역시 달성군 옥포읍 송촌리에 설치된 중부내륙고속도로지선의 2번 교차로이다. 나들목 진출입로는 논공읍 본리리, 북리에 연결되어 있다.
본래 구마고속도로 개통 당시에는 없었던 나들목이었으나, 달성논공공단 지원을 위해 1988년 11월 10일에 개통되었으며, 그 당시 명칭은 논공공단 나들목이었고, 현재 위치보다 남쪽으로 공단과 인접한 지역에 트럼펫형 나들목으로 설치되었으며, 현풍 방향 진입과 금호 방향 진출만 가능했으나, 1995년 11월 7일 구마고속도로 창녕 ~ 옥포 구간이 왕복 4차로로 확장 개통되어 고속도로가 이설되면서 현재의 달성 나들목으로 변경되어 공단지역을 벗어나 북쪽으로 직선거리 약 4 km가량 떨어진 위치로 이설되었으며, 달성터널을 포함한 옛 고속도로 구간이 나들목 진출입로로 변경되었다.

## 연혁
- 1988년 4월 23일 : 논공공단 나들목 건설을 위해 경상북도 달성군 논공면 본리동 4.1km 구간 도로구역 변경[1]
- 1988년 11월 10일 : 나들목 개통과 함께 논공공단 나들목으로 통행 개시[2]
- 1992년 6월 27일 : 진입도로 신설을 위해 대구 도시계획시설 교통광장에 달성군 옥포면 송촌리 일원을 고시[3]
- 1995년 3월 14일 : 1995년 12월까지 달성 나들목 요금소 신설을 위해 경상북도 달성군 옥포면 송촌리 270m 구간 도로구역 변경[4]
- 1995년 11월 7일 : 구마고속도로 창녕 ~ 옥포 구간 왕복 4차로 개통으로 인해 나들목 이설 및 달성 나들목으로 변경

## 구조물 정보
- 위치: 대구광역시 달성군 옥포읍 송촌리
- 영업소: 대구광역시 달성군 옥포읍 송촌길 229

## 접속하는 도로
- 논공로
- 논공중앙로
- 옥포로

## 교통량 정보
| 요금소        | 통행량 (대/일) | 통행량 (대/일) | 통행량 (대/일) | 통행량 (대/일) | 통행량 (대/일) | 통행량 (대/일) | 통행량 (대/일) | 통행량 (대/일) | 통행량 (대/일) | 통행량 (대/일) | 각주  |
| 요금소        | 2001년         | 2002년         | 2003년         | 2004년         | 2005년         | 2006년         | 2007년         | 2008년         | 2009년         | 2010년         | 각주  |
| ------------- | -------------- | -------------- | -------------- | -------------- | -------------- | -------------- | -------------- | -------------- | -------------- | -------------- | ----- |
| 달성 (폐쇄식) | 4,890          | 4,910          | 4,896          | 4,981          | 5,097          | 4,948          | 5,125          | 5,289          | 5,182          | 6,033          | [ 5 ] |
| 요금소        | 2011년         | 2012년         | 2013년         | 2014년         | 2015년         | 2016년         | 2017년         | 2018년         | 2019년         |                | [ 5 ] |
| 달성 (폐쇄식) | 7,050          | 7,333          | 7,913          | 8,145          | 6,579          | 6,275          | 6,117          | 5,415          | 4,778          |                | [ 5 ] |